# Саквінавір
Саквінавір (SQV) — синтетичний противірусний препарат з групи інгібіторів протеази для прийому всередину. Є першим препаратом групи, який синтезований швейцарською компанією «Hoffmann-La Roche», що був застосований в клініці вперше у 1995 році.

## Фармакологічні властивості
Саквінавір — синтетичний противірусний препарат з групи інгібіторів протеази. Механізм дії препарату полягає у інгібуванні активного центру ферменту вірусу ВІЛ — протеази, порушенні утворення вірусного капсиду та пригнічує реплікацію вірусу ВІЛ з утворенням незрілих вірусних частинок, що не можуть інфікувати клітини організму. До саквінавіру чутливі виключно віруси ВІЛ-1 та ВІЛ-2 та нечутливі протеази людини та інших еукаріотів. В клінічній практиці застосовується переважно з ритонавіром.

### Фармакокінетика
Саквінавір при прийомі всередину відносно повільно всмоктується, максимальна концентрація в крові досягається протягом 4 годин. Біодоступність препарату при пероральному прийомі становить лише 4 %, що пояснюється ефектом першого проходження через печінку. Під час досліджень встановлено, що при прийомі під час їжі біодоступність препарату збільшується. Саквінавір погано проникає через гематоенцефалічний бар'єр. Немає даних, чи саквінавір проникає через плацентарний бар'єр та виділяється в грудне молоко. Препарат метаболізується в печінці, виводиться з організму переважно з калом, частково виводиться нирками та жовчю у вигляді неактивних метаболітів. Період напіввиведення саквінавіру становить 1—2 години, цей час може змінюватися при печінковій недостатності.

## Показання до застосування
Саквінавір застосовується для лікування інфекції, спричиненої вірусом ВІЛ-1 та ВІЛ-2 у складі комбінованої терапії у дорослих. Монотерапія препаратом не застосовується у зв'язку з швидким розвитком резистентності вірусу ВІЛ до препарату.

## Побічна дія
При застосуванні саквінавіру можливі наступні побічні ефекти:
- З боку шкірних покривів — часто (1—10 %) висипання на шкірі, свербіж шкіри; нечасто (0,1—1 %) алергічний дерматит, кропив'янка, синдром Стівенса-Джонсона, бородавки.
- З боку травної системи — часто діарея (часто з електролітним дизбалансом) (до 15—17 %), блювання, нудота, зниження апетиту, біль в животі, порушення смаку, метеоризм, стоматит; нечасто гепатит, жовтяниця, печінкова недостатність, кишкова непрохідність, шлунково-кишкові кровотечі.
- З боку нервової системи — головний біль, безсоння, підвищена втомлюваність, гіпостезія, парестезії, запаморочення, депресія; нечасто (0,1—1 %) сонливість, судоми, атаксія, втрати свідомості, суїцидальні спроби.
- З боку опорно-рухового апарату — частіше міалгії, оссалгії (до 2 %); нечасто артралгії, остеопороз.
- З боку серцево-судинної системи — можуть спостерігатися артеріальна гіпо- та гіпертензія, тромбофлебіт, подовження інтервалу QT на ЕКГ при прийомі високих доз препарату.
- Інші побічні ефекти — частіше спостерігаються ліподистрофія, лактатацидоз, ожиріння, ксерофтальмія; рідко цукровий діабет, кетоацидоз, збільшення частоти кровотеч у хворих гемофілією, аваскулярний некроз.
- Зміни в лабораторних аналізах — можуть спостерігатися підвищення рівня активності амінотрансфераз та лужної фосфатази в крові, підвищення рівня білірубіну та креатинфосфокінази в крові, анемія, гемолітична анемія, нейтропенія, тромбоцитопенія, гіперглікемія, підвищення рівня у крові тригліцеридів та холестерину.

Під час проведення комбінованої антиретровірусної терапії у хворих зростає імовірність лактатацидозу, остеонекрозу, гепатонекрозу. При проведенні ВААРТ у хворих зростає імовірність розвитку серцево-судинних ускладнень, гіперглікемії та гіперлактемії. Під час проведення ВААРТ зростає імовірність синдрому відновлення імунної системи із загостренням латентних інфекцій.

## Протипокази
Саквінавір протипоказаний при підвищеній чутливості до препарату, при печінковій недостатності. З обережністю застосовують при вагітності та годуванні грудьми. Саквінавір не застосовують у дітей молодших 16 років та дорослих старших 65 років. Препарат не рекомендується застосовувати разом із препаратами, що подовжують інтервал QT та антиаритмічними препаратами — астемізолом, цизапридом, терфенадином, мідазоламом, пімозидом, бепридилом, аміодароном, алкалоїдами ріжків, пропафеноном, рифампіцином, симвастатином, ловастатином, препаратами звіробою.

## Форми випуску
Саквінавір випускається у вигляді твердих желатинових капсул по 0,2 г. та таблеток по 0,5 г.